# Cmentarz polskokatolicki w Jazikowie
Cmentarz polskokatolicki w Jazikowie – nieczynny cmentarz wyznaniowy dla wiernych Kościoła Polskokatolickiego położony we wsi Jazików w województwie lubelskim. Cmentarz administrowany jest przez parafię św. Mateusza w Rudzie-Hucie.
Historia cmentarza wiąże się z utworzoną w 1930 roku parafią św. Mateusza w Rudzie-Hucie. Impulsem do powstania placówki polskokatolickiej był konflikt miejscowej ludności z proboszczem rzymskokatolickim dotyczący partycypowania w kosztach budowy świątyni w okresie wielkiego kryzysu. Obecnie parafia liczy tylko kilkanaście osób, a założony przy okazji organizowania parafii cmentarz popadł w ruinę.